# Szent Kereszt-kápolna (Prága)

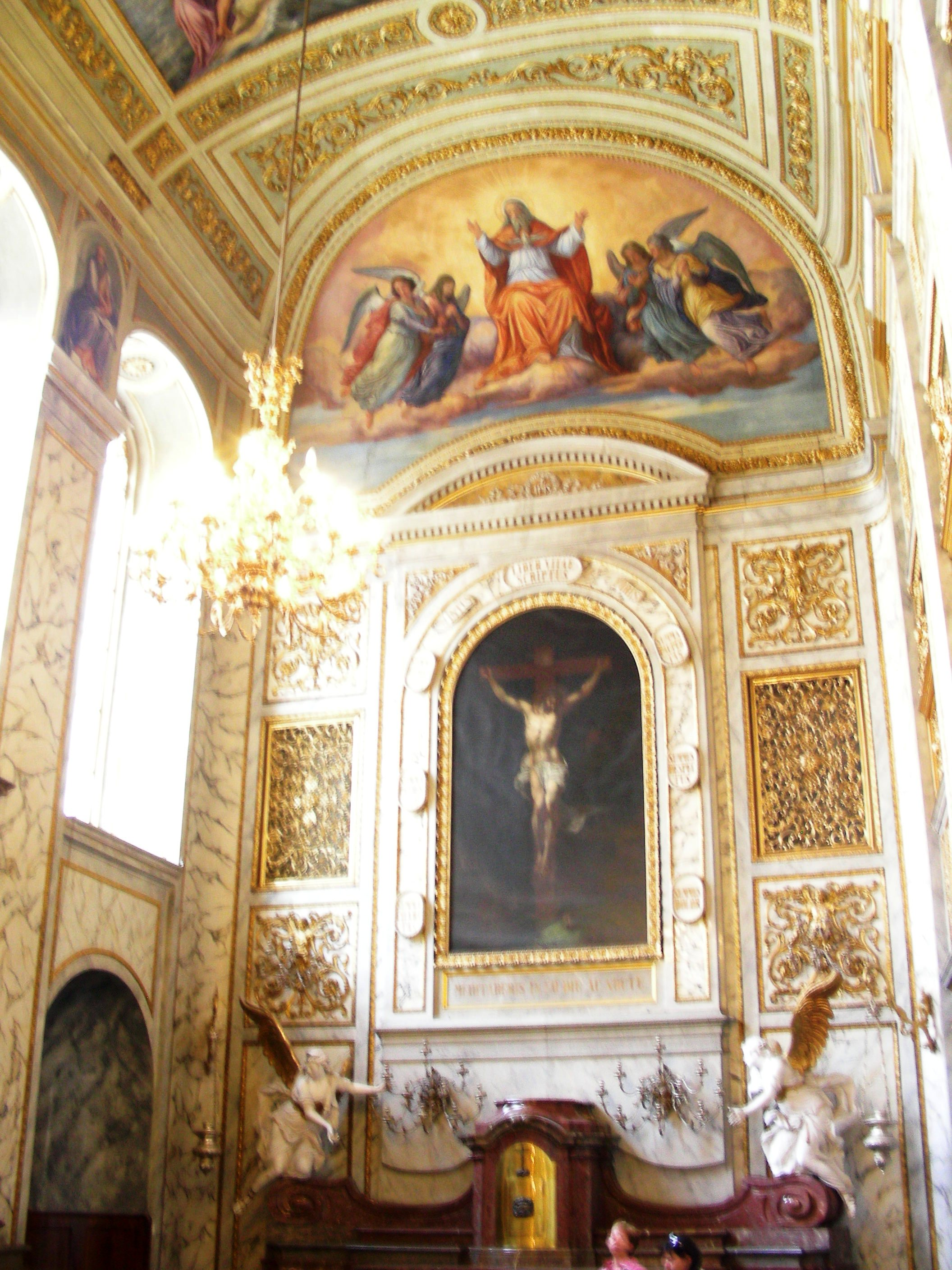
A főoltár a két angyallal és keresztre feszített Krisztussal

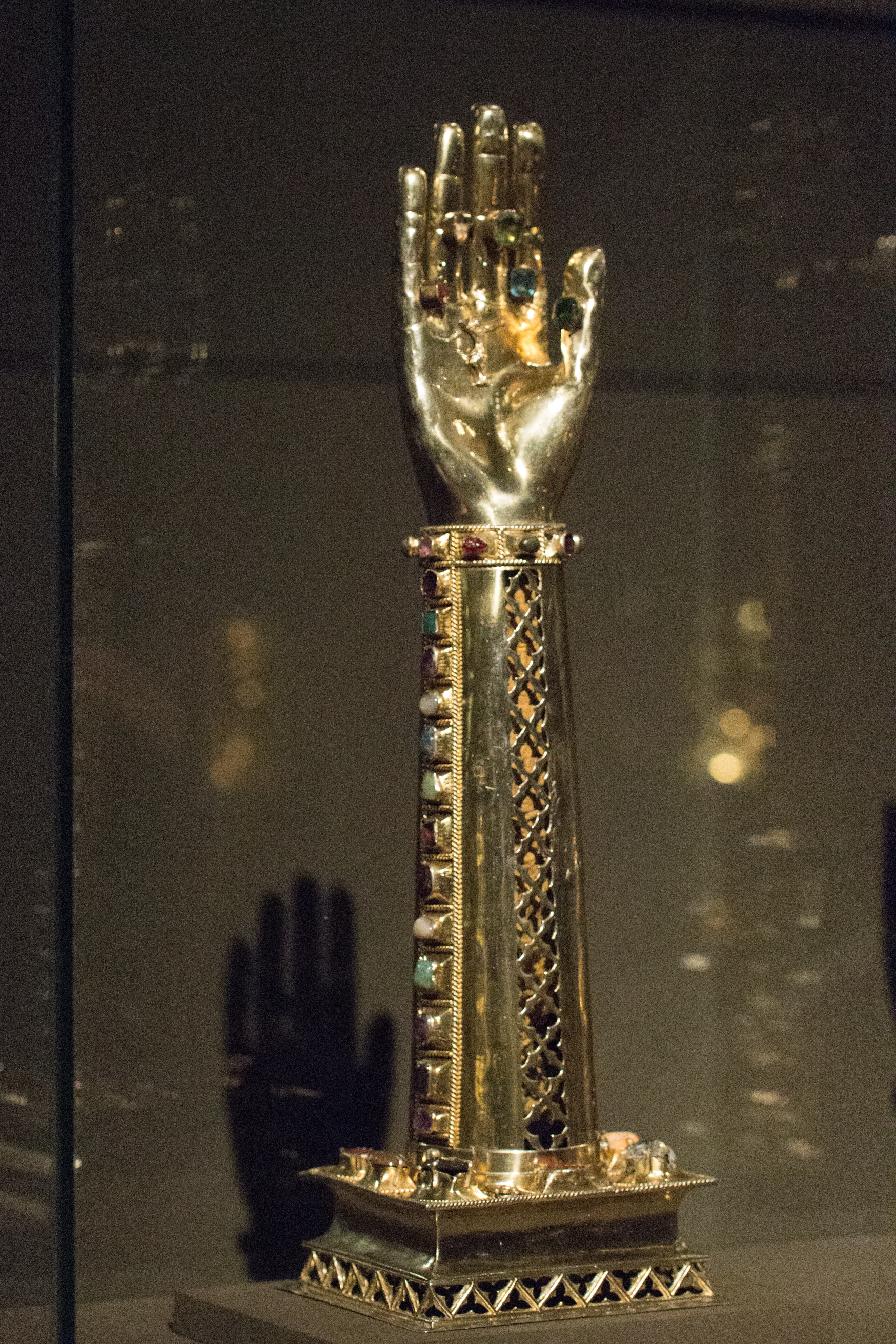
Szent Ludmilla ereklyetartója

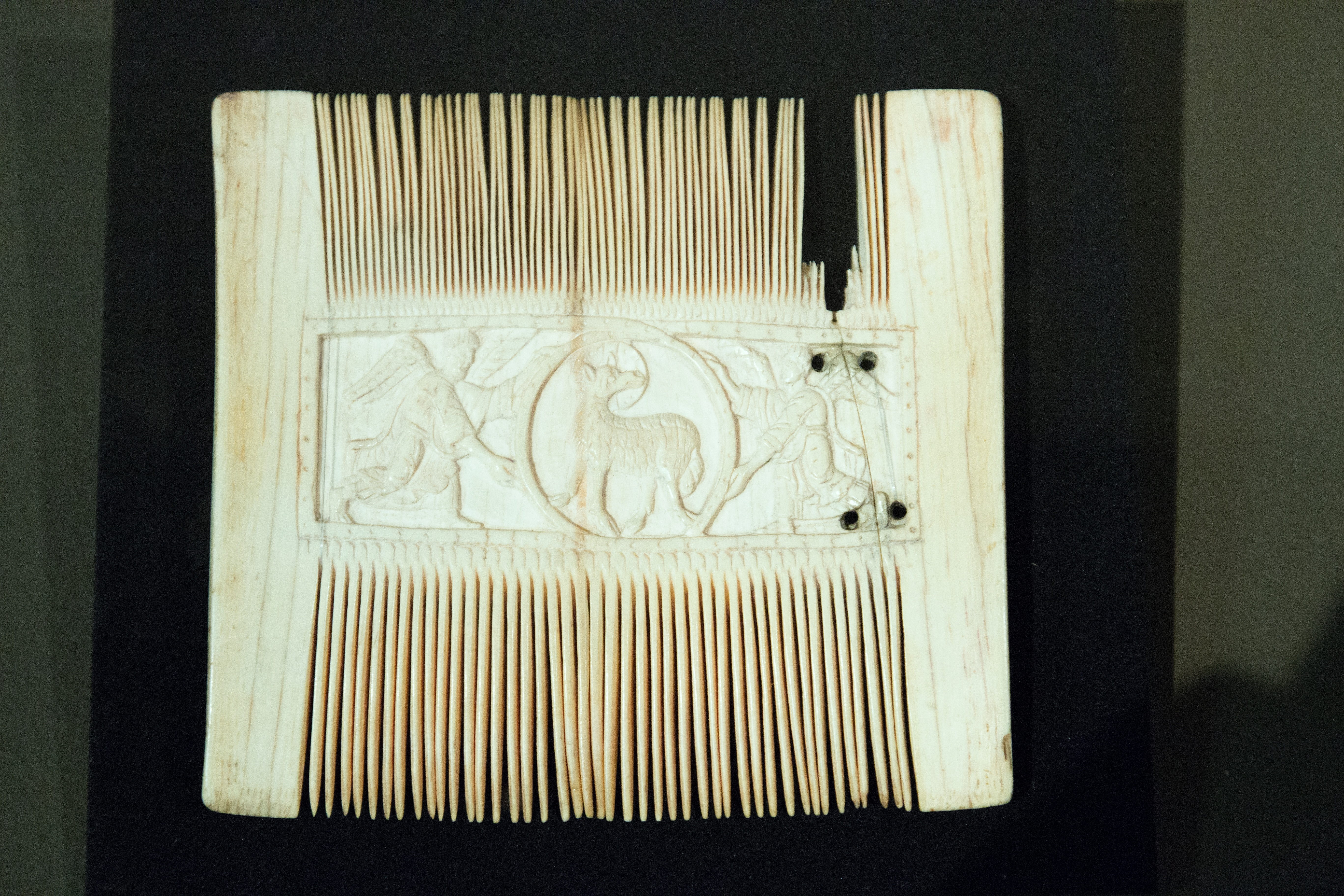
Egy püspök fésűje, 110 körül

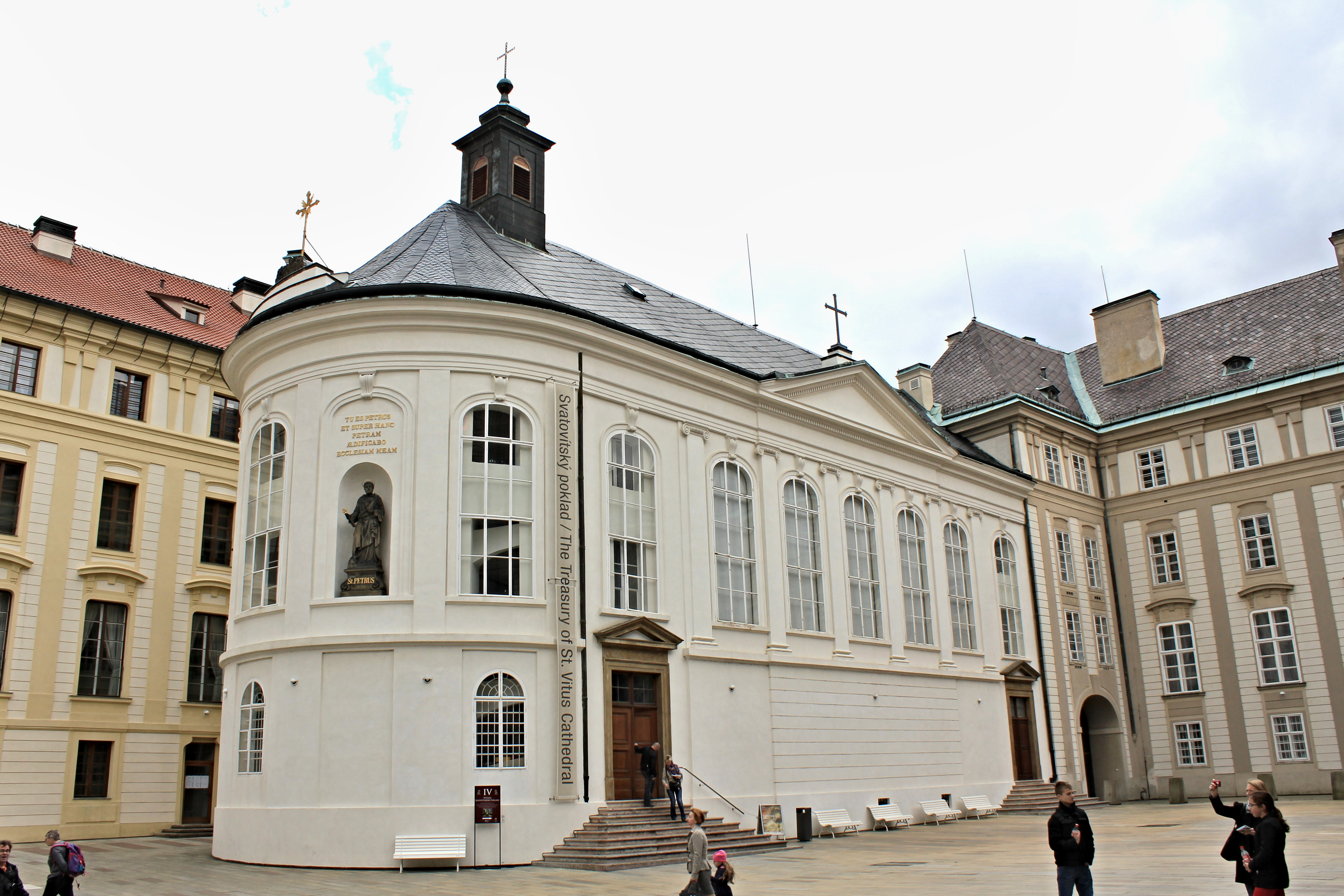
A kápolna; mögötte az elnöki palota (baloldalt) és a régi cseh kancellária (jobboldalt)

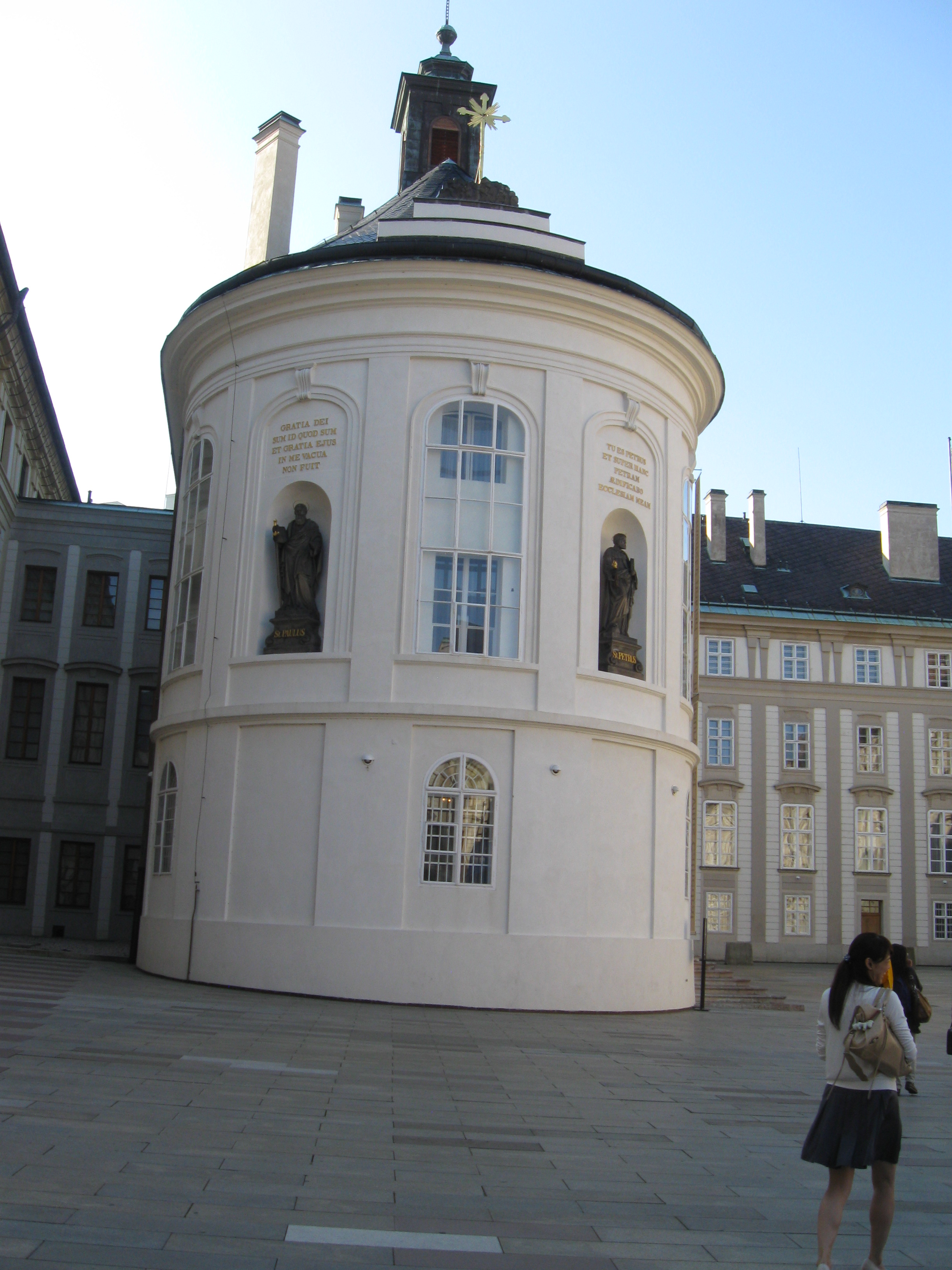
Pál (baloldalt) és Péter (jobboldalt) apostolok szobrai

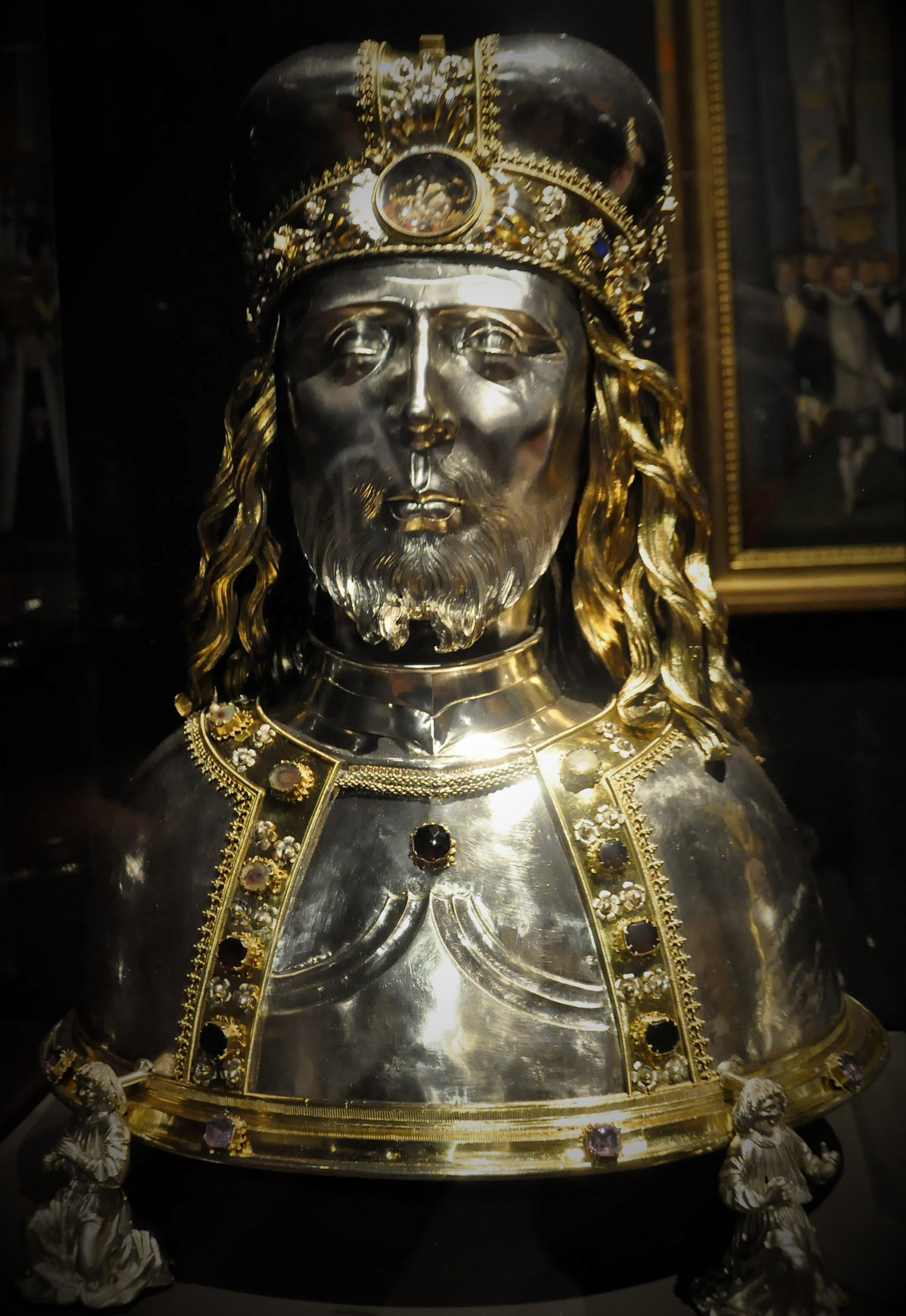
Szent Vencel mellszobra

A Szent Kereszt kápolna  (csehül: Kaple svatého Kříže) a prágai vár Második udvarának délkeleti sarkában áll.

## Története
Nikolaus Franz Leonhard Pacassi tervei alapján Anselmo Lurago emelte 1758–1763 között, amikor Mária Terézia átépíttette a várat. Az 1850-es években klasszicista stílusban átépítették és új festményekkel ékítették. 
1961-ben itt rendezték be a Szent Vitus-székesegyház kincstárát. Az állandó kiállítást 1990-ben bezárták, majd 2011. december 6-án tíz évre (átmenetileg) újra megnyitották.

## Az épület
Külső falán a szentély felől egy-egy fülkében szent Péter és szent Pál szobra áll; mindkettő Emanuel Max munkája 1854-ből.

## Berendezése
Nepomuki szent János a bejárat mellett álló márványszobrát Emanuel Max faragta 1854-ben.
A falak és a mennyezet freskóin az 1850-es években Josef Navrátil és Vilém Kandler bibliai jeleneteket örökített meg (az Ó- és Újszövetségből egyaránt).
Oltárát Ignaz Franz Platzer Josef Lauermann egy-egy angyalszobra és Franz Anton Palko (František Xaver Balko) 1762-ben festett, a keresztre feszített Krisztust ábrázoló képe díszíti.
A mellékoltárakat szent Vitus, szent Vencel, szent Teréz, illetve szent Ferenc tiszteletére szentelték.

## A Szent Vitus-székesegyház kincstára
A székesegyház legkorábbi kincseinek egyike szent Vitus ereklyetartója, amit 929-ben adományozott szent Vencel fejedelemnek Madarász Henrik szász herceg (ekkor már német király). Az ereklyét Vencel egy 925-ben épített apszissal ellátott rotundában helyezte el. A prágai püspökség megalapítása (973) után ebből a körtemplomból fejlődött ki a Szent Vitus-székesegyház, a püspök (1344-től érsek) székhelye. Védőszentté avatása alkalmából Vencel koporsóját is ebbe az épületbe vitték át.
A 14. század második felében I. Károly király (IV. Károly német-római császár) a kincstárat több szent, illetve mártír ereklyéjével gyarapította. Az arany-, illetve ezüst ereklyetartók a kor ötvösművészetének kiemelkedő darabjai voltak, némelyiküket sérülések miatt, liturgikus okokból vagy egyszerűen csak az ízlés változása miatt időnként újabbra cserélték. A huszita háborúk alatt a kincstár több értékét is elveszítette a közbiztonság romlása, illetve az anyagi szűkösség miatt. A Károly korából megmaradt darabok:
- egy arany ereklyetartó (vagy koronázó?) kereszt;
- egy ereklyetartó kereszt Krisztus ágyékkötőjének egy foszlányával;
- szent Katalin ereklyetartója és
- egy Peter Parler családi címerével ellátott ereklyetartó.

A látogatók 139, komolyabb történeti, művészi, illetve spirituális értékű tárgyat tekinthetnek meg, egyebek közt ereklyetartókat, monstranciákat és gazdagon díszített miseruhákat; többségük ezüstözött, illetve aranyozott. A tárgyakat megszemlélve képet alkothatunk arról hogyan fejlődtek az elmúlt ezer évben az iparművészet egyes ágai, kiváltképpen az ötvösművészet. Több hímzett textíliát igazgyöngyök díszítenek gazdagon. Egyes tárgyak — mint a körmeneteken használt kereszt vagy az utolsó vacsora abroszát rejtő kancsó — anyaga és formája viszonylag egyszerű, valójában ezek briliáns technikával metszett, valószínűleg muranói üvegek (a muranói üvegek lágyak voltak, ezért nagyon nehéz volt metszeni őket).
A kincstár következő nagy gyarapítója Jagelló Ulászló király volt; ő adományozta a székesegyháznak a három névadó szent (szent Vitus, szent Vencel és prágai szent Adalbert ereklyéit. A kiállítás nemcsak a három védőszentet mutatja be, hanem szent Ludmilla kultuszát is, ami a Szent György-bazilika mellé épített dominikánus apácazárdából terjedt el. 
A barokk kor két legjelentősebb emléke Johann Ignatius Dominic Putz gyémántokkal kirakott monstranciája és az a pásztorbot, amit Franz Ferdinand von Kuenburg prágai érsek használt. A 19. századi aranyművesek munkái közül X. Károly francia király monstranciája, a 20. századból szent Vencel jelenlegi, Josef Fanta tervei alapján készített ereklyetartója emelendő ki.
A táblaképek közül a legérdekesebbek az akheiropoiétonok, amelyeket — mivel Krisztus mindkét természetét megjelenítik — a szentek relikviáival azonos tisztelettel kezeltek. Felbecsülhetetlen értékű textíliák maradtak ránk a közvetlenül a székesegyház alapítása utáni időkből. Kiváló iparosmunka szent György zászlaja, valamint szent Vencel és szent Adalbert miseruhája. Egy szecessziós miseruhát ugyancsak Josef Fanta tervezett.

## Látogatása
Nyitva naponta 10:00 — 18:00 között.
Belépőjegyek 2016-ban:
- felnőtt: 250 Czk;
- kedvezményes: 125 Czk;
- családi: 500 Czk;
- általános iskolásoknak: 150 Czk;